# Elatides
Genre
Elatides est un genre fossile de plantes fossiles ayant vécu durant le Mésozoïque, appartenant à la famille des Cupressaceae.

## Fossiles
Selon Paleobiology Database en 2025, ce genre Elatides a 188 collections référencées de fossiles. Ces collections de fossiles sont de l'Hettangien du Jurassique inférieur au Lancien du Crétacé supérieur, c'est-à-dire datent de 201,4-66 Ma avant notre ère .

## Historique
Morphologiquement, Elatides présente des similitudes avec le genre vivant Cunninghamia, seul représentant actuel de la sous-famille des Cunninghamioideae.
Le genre Elatides a été créé en 1876 par Oswald Heer, qui y a décrit quatre espèces du Jurassique de l'est de la Sibérie:  † E. ovalis (espèce type), † E. brandtian, † E. parvula et  † E. falcata.
Au début du Jurassique moyen (Aalénien–Bajocien), le genre Elatides s'est largement diversifié. Toutefois, une importante régression est observée à partir de la seconde moitié du Jurassique moyen et au Jurassique supérieur (Bathonien–Tithonien). Après une diversification progressive au Crétacé inférieur, Elatides connaît une seconde phase d'expansion importante entre l'Aptien et l'Albien, période durant laquelle sa diversité et sa répartition atteignent leur apogée à l'échelle mondiale.
À partir du Cénomanien, plus aucun fossile d'Elatides n'est connu, ce qui indique l'extinction complète du genre.

## Liste des espèces d'Elatides
Liste des espèces d'Elatides citées par Pei-Hong Jin, Jun-Ling Dong, Zi-Xi Wang, Xiu-Cai Yuan, Yi-Fan Hua, Bao-Xia Du, Bai-Nian Sun, en 2018 pour "A new species of Elatides from the Lower Cretaceous in Shandong province, Eastern China and its geographic significance":
- †  Elatides araucarioides Tan et Zhu, 1982[5] –  K1[5], Aptien-Albien[5], ([basionyme] ≡ Stutzeliastrobus araucarioides (Tan et Zhu) Xu X.H. et Deng J.X., 2025[6])
- † Elatides asiatica (Krassilov), [Cunninghamia asiatica? (Krassilov) Peigne, 1988 [7]] – (J2[8]?), K1[9][réf. à confirmer], (Aalenien-Bajocien?), Barremien-Aptien[9]-(Albien?)
- † Elatides brandtian Heer, 1876[3] – J2, Bajocien
- † Elatides bommeri  Harris, 1953[10] – K1, Barremien
- † Elatides curvifolia  (Dunker) Nath. Kongl. Svenska Vetensk.-Akad. Handl., 1897[11] – J1?, J3, K1, Kimméridgien, Aptien-Albien
- † Elatides divaricatus – J2, Bajocien
- † Elatides falcata (Heer 1876[3]) – J2, Bajocien
- † Elatides falcifolia  Teixeira Fl. Mesoz. Portug.,  1948 [12]– K1, Aptien-Albien
- † Elatides harrisii Zhou, 1987 – K1, Aptien-Albien
- † Elatides helongensis – K1, Aptien-Albien
- † Elatides laiyangensis (Pei-Hong Jin et al. 2018[4]) – K1[4], Hauterivien-Barremien[4]
- † Elatides leptolepis – J3, Oxfordien
- † Elatides manchurensis  Ôishi, Eit. Takah. J. Fac. Sci[13], 1938 – K1, Aptien-Albien
- † Elatides muensteri – J2, Aalenien-Bajocien
- † Elatides ovalis (Heer 1876[3]) – J2, Bajocien, Callovien
- † Elatides sandaolingensis (Wang et al. 2015[14]) – J2[14], Aalenien-Bajocien[14]
- † Elatides setosa (J. Phillips) Stanisl. Iskop., 1957 [15] – J2, Bajocien
- † Elatides simittiana – K1, Aptien-Albien
- † Elatides splendida – K1, Albien
- †  Elatides subnanchurica – K1, Aptien-Albien
- † Elatides thomasii – J2, Bajocien-Bathonien
- †  Elatides williammsonii Harris, 1943, 1979 – J2, K1, Bajocien, Hauterivien
- † Elatides yonganensis (Dai et al. 2011[16]) – K1[16], Aptien-Albien[16]
- † Elatides zhangjiakouensis – K1, Berriasien
- † Elatides zhoui (Shi G et al. 2014[17]) – K1[17], Aptien-Albien[17]

Autres Elatides de la littérature:
†  Elatides chinensis Schenk in Richth. China, 4: 249.  7 Dec 1882
†  Elatides sternbergii (Sv. Nilsson bis) Nath. Kongl. Svenska Vetensk.-Akad. Handl., 1897